# Земеш (Бакау)
Земеш (рум. Zemeş) насеље је у Румунији у округу Бакау у општини Земеш. Oпштина се налази на надморској висини од 853 m.

## Становништво
Према подацима из 2002. године у насељу је живело 5248 становника, од којих су сви румунске националности.

### Хронологија
| Година       | 1992 | 1993 | 1994 | 1995 | 1996 | 1997 | 1998 | 1999 | 2000 | 2001 | 2002 | 2003 | 2004 | 2005 | 2006 | 2007 | 2008 | 2009 | 2010 | 2011 | 2012 | 2013 | 2014 | 2015 | 2016 | 2017 |
| ------------ | ---- | ---- | ---- | ---- | ---- | ---- | ---- | ---- | ---- | ---- | ---- | ---- | ---- | ---- | ---- | ---- | ---- | ---- | ---- | ---- | ---- | ---- | ---- | ---- | ---- | ---- |
| Становништво | 4369 | 4423 | 4502 | 4628 | 4741 | 4799 | 4877 | 4951 | 5037 | 5169 | 5260 | 5265 | 5278 | 5317 | 5328 | 5281 | 5259 | 5216 | 5167 | 5103 | 5054 | 5011 | 4967 | 4933 | 4909 | 4864 |